# Paolo Conte Bonin
Paolo Conte Bonin (Thiene, 9 de fevereiro de 2002) é um nadador italiano.

## Carreira
No final de 2022, no Campeonato Mundial de Pista Curta em Melbourne, Alessandro Miressi, Paolo Conte Bonin, Leonardo Deplano e Thomas Ceccon venceram o revezamento 4 x 100 metros livre com um novo recorde mundial, quase dois segundos à frente dos australianos. Manuel Frigo nadou pelo Ceccon na fase preliminar. No revezamento 4 x 50 metros livre, os australianos venceram com 0,04 segundos de vantagem sobre Miressi, Deplano, Ceccon e Frigo Conte Bonin só esteve presente na bateria preliminar. No revezamento 4 x 200 metros livre, Matteo Ciampi, Thomas Ceccon, Alberto Razzetti e Bonin terminaram em terceiro. Frigo recebeu a medalha de bronze por seus esforços na fase preliminar. No revezamento 4 x 100 metros medley, Thomas Ceccon, Simone Cerasuolo, Alberto Razzetti e Bonin nadaram o terceiro melhor tempo. Na final, a equipe italiana de revezamento com Lorenzo Mora, Nicolò Martinenghi, Matteo Rivolta e Alessandro Miressi terminou em terceiro.
Em fevereiro de 2024, no Campeonato Mundial em Doha, o revezamento 4 x 100 metros livre com Lorenzo Zazzeri, Paolo Conte Bonin, Leonardo Deplano e Alessandro Miressi nadaram o segundo tempo mais rápido. Na final, Alessandro Miressi, Lorenzo Zazzeri, Paolo Conte Bonin e Manuel Frigo foram quase um segundo mais rápidos que o revezamento preliminar e conquistaram a prata atrás dos chineses e à frente do quarteto dos Estados Unidos.
Cinco meses após o Campeonato Mundial nos Jogos Olímpicos de Paris, o revezamento 4 x 100 metros livre com Lorenzo Zazzeri, Leonardo Deplano, Paolo Conte Bonin e Manuel Frigo nadaram o sexto melhor tempo. Na corrida final, Alessandro Miressi, Thomas Ceccon, Paolo Conte Bonin e Manuel Frigo foram mais de dois segundos mais rápidos que o revezamento preliminar e terminaram em terceiro, atrás do revezamento norte-americano e dos australianos.